# Митин журнал
«Ми́тин журна́л» — российский литературно-художественный журнал. Издаётся (поначалу как самиздат) с января 1985 года. Основатель и главный редактор — Дмитрий Волчек. При журнале существует одноимённое издательство. Значительная часть книг выпущена совместно с издательством «Kolonna publications».

## История
«Митин журнал» был основан Дмитрием Волчеком в декабре 1984 года. Он пришёл на смену самиздатскому журналу «Молчание», который Волчек выпускал в Ленинграде со второй половины 1982 года. Название «Митин журнал» придумал поэт Аркадий Драгомощенко, поэма которого «Ужин с приветливыми богами» открывала первый номер издания. Секретарём «МЖ» стала журналист и литературный критик Ольга Абрамович. Первые несколько лет своего существования журнал выходил шесть раз в год, объём одного номера достигал 400 машинописных страниц, тираж колебался от 20 до 50 экземпляров. По словам Волчека, «Митин журнал» «задумывался, как издание, предназначенное для очень узкого круга ценителей нетрадиционной литературы. Оказалось, что круг его читателей шире». «МЖ» ориентировался на новаторские, авангардистские тексты, которые не вписывались в рамки официальной советской литературы, и, в отличие от других самиздатских проектов, обращался к более молодой аудитории. В число его постоянных авторов входили поэты Аркадий Драгомощенко, Юлия Кисина, Игорь Лапинский, Дмитрий Пригов, Михаил Сухотин, Татьяна Щербина, прозаики Аркадий Бартов, Юрий Галецкий, Ольга Комарова, Василий Кондратьев, Андрей Левкин, Юрий Романов, критики и философы Сергей Добротворский, Михаил Трофименков, Вадим Руднев, Александр Секацкий, Ольга Хрусталёва. Значительное место уделялось иностранной литературе. На страницах издания увидели свет переводы произведений Сэмюэла Беккета, Бориса Виана, Пола Боулза, Карсон Маккалерс, Славомира Мрожека.
В 1993 году, когда большинство самиздатских проектов прекратили существование, «Митин журнал» начал выходить типографским способом, но уже нерегулярно. Многие бывшие авторы журнала, такие как Виктор Ерофеев, Дмитрий Пригов, Алексей Парщиков, Владимир Сорокин, стали частью литературного истеблишмента. При этом установка Дмитрия Волчека «публиковать тексты, которые не решится печатать кто-либо другой», осталась прежней.
В 1999 году редакция «МЖ» в лице Волчека и Абрамович была отмечена премией Андрея Белого. В наградной формулировке журнал был назван «изданием, объединившим несколько поколений российских литераторов, чьи поиски в сфере художественного языка обозначили наиболее продуктивные и актуальные тенденции современного письма».
К началу 2000-х круг авторов журнала составляли Анри Волохонский, Александр Ильянен, Маруся Климова, Елена Костылёва, Илья Масодов, Маргарита Меклина, Ярослав Могутин, Глеб Морев, Гарик Осипов, Кирилл Решетников и другие. В Интернете был открыт архив «МЖ», собравший все номера, вышедшие в 1985—2001 годах. Феномен долголетия своего проекта Волчек объяснял так: «Секрет живучести, вероятно, прост: я его делаю один и на свои собственные деньги. Творческие коллективы погибают от внутриредакционных расколов или из-за финансовых проблем. А „Митин журнал“ основан на моей личной ответственности. Я занимаюсь им для своего удовольствия, каждый номер готовлю сам».
В 2002 году «Митин журнал» объединился с тверским издательством «Kolonna publications», с которым сотрудничал в совместном выпуске книг своих авторов с 1999 года. Дмитрий Волчек занял должность главного редактора издательства, а «МЖ» превратился в «своего рода дайджест того, что публикует „Колонна“».
Во второй половине 2000-х годов «Митин журнал» не издавался. По словам Волчека, перерыв был связан с отсутствием «важной русской прозы», без которой не может существовать русский литературный журнал. Выпуск издания возобновился в 2010 году. Среди авторов обновлённого «Митиного  журнала» переводчик и филолог Александр Маркин, поэт Сергей Уханов, прозаик и кинорежиссёр Артур Аристакисян. В 64—69 номерах журнала опубликованы тексты Маргерит Дюрас, Эрве Гибера, Герарда Реве, Ханса Хенни Янна и других европейских писателей, книги которых выпускает издательство «Kolonna Publications».
К 30-летию журнала была вновь опубликована поэма Аркадия Драгомощенко «Ужин с приветливыми богами», открывавшая первый машинописный номер в 1985 году.